# Пришкин, Тамаш
Та́маш При́шкин (венг. Priskin Tamás, венгерское произношение [ˈpɾiʃkin ˈtɒmaːʃ]; 27 сентября 1986, Комарно) — венгерский футболист словацкого происхождения, нападающий клуба «Ференцварош» и сборной Венгрии.

## Карьера
Тамаш родился в Чехословакии, в городе Комарно. Начинал заниматься футболом в местном одноимённом клубе. В 15 лет переехал в Венгрию, и стал игроком молодёжного состава «Дьёра», в чемпионате Венгрии дебютировал в возрасте 16 лет 23 апреля 2003 года. Вскоре получил венгерское гражданство и вместе с ним приглашения сначала в молодёжную, а затем и в главную сборные.
Пришкин перешёл в английский клуб «Уотфорд», который после перерыва вернулся в Премьер-лигу, подписав четырёхлетний контракт 9 августа 2006 года. В гостевом матче против «Эвертона» 19 августа 2006 года состоялся его дебют в Премьер-лиге, с его передачи отличился Дэмьен Фрэнсис. Первый гол Пришкина за «Уотфорд» пришёлся на матч Кубка лиги против «Халл Сити». 30 декабря Пришкину удалось отличиться и в матче Премьер-лиги, но затем встреча с «Уиган Атлетик» была отменена из-за плохой погоды.
В матче против «Фулхэма», спустя три дня после отменённой встречи, Пришкин был удалён с поля за два предупреждения. Первый официальный гол в Премьер-лиге Пришкин забил в ворота «Портсмута» 9 апреля 2007 года, а второй и последний в сезоне — 21 апреля, сравняв счёт в матче против «Манчестер Сити».
По итогам сезона 2006/07 «Уотфорд» покинул Премьер-лигу. В следующем сезоне Пришкин редко появлялся на поле, будучи вытесненным из состава Марлоном Кингом, Дариусом Хендерсоном и Натаном Эллингтоном. В марте 2008 года на правах аренды Тамаш в течение месяца выступал за «Престон Норт Энд», в составе которого дебютировал 8 марта 2008 года во встрече с «Чарльтон Атлетик», матч завершился победой «Престона» со счётом 2:1. Свой первый мяч за «Престон» Пришкин забил в ворота «Бернли». После окончания срока аренды Тамаш Пришкин вернулся в «Уотфорд».
За 6 лет карьеры на Туманном Альбионе также выступал за клубы «Ипсвич Таун», «Куинз Парк Рейнджерс», «Суонси Сити» и «Дерби Каунти».
8 февраля 2012 года перешёл во владикавказскую «Аланию». Забил в первом же официальном матче за новый клуб, принеся победу в гостевой встрече с московским «Торпедо» (1:0).
17 ноября 2013 года расторг контракт с «Аланией» и получил статус свободного агента.
В 2014 году вернулся спустя 8 лет в «Дьёр», забив 11 мячей в 27 матчах чемпионата Венгрии. В 2015 году перешёл в «Слован» из Братиславы.